# Commequiers
Commequiers és un municipi francès situat al departament de Vendée i a la regió de País del Loira. L'any 2007 tenia 2.686 habitants.

## Demografia

### Població
El 2007 la població de fet de Commequiers era de 2.686 persones. Hi havia 1.111 famílies de les quals 280 eren unipersonals (103 homes vivint sols i 177 dones vivint soles), 446 parelles sense fills, 344 parelles amb fills i 41 famílies monoparentals amb fills.
La població ha evolucionat segons el següent gràfic:
Habitants censats

### Habitatges
El 2007 hi havia 1.359 habitatges, 1.113 eren l'habitatge principal de la família, 177 eren segones residències i 69 estaven desocupats. 1.341 eren cases i 14 eren apartaments. Dels 1.113 habitatges principals, 886 estaven ocupats pels seus propietaris, 212 estaven llogats i ocupats pels llogaters i 15 estaven cedits a títol gratuït; 5 tenien una cambra, 50 en tenien dues, 249 en tenien tres, 341 en tenien quatre i 468 en tenien cinc o més. 974 habitatges disposaven pel capbaix d'una plaça de pàrquing. A 520 habitatges hi havia un automòbil i a 498 n'hi havia dos o més.

### Piràmide de població
La piràmide de població per edats i sexe el 2009 era:
| Homes | Edats   | Dones |
| ----- | ------- | ----- |
| 0     | 95 o +  | 12    |
| 4     | 90 a 94 | 24    |
| 8     | 85 a 89 | 28    |
| 16    | 80 a 84 | 24    |
| 44    | 75 a 79 | 68    |
| 100   | 70 a 74 | 84    |
| 76    | 65 a 69 | 72    |
| 68    | 60 a 64 | 96    |
| 28    | 55 a 59 | 60    |
| 48    | 50 a 54 | 68    |
| 68    | 45 a 49 | 60    |
| 108   | 40 a 44 | 84    |
| 72    | 35 a 39 | 80    |
| 76    | 30 a 34 | 80    |
| 52    | 25 a 29 | 64    |
| 28    | 20 a 24 | 36    |
| 44    | 15 a 19 | 80    |
| 84    | 10 a 14 | 92    |
| 88    | 5 a 9   | 48    |
| 40    | 0 a 4   | 56    |

## Economia
El 2007 la població en edat de treballar era de 1.558 persones, 1.144 eren actives i 414 eren inactives. De les 1.144 persones actives 1.034 estaven ocupades (579 homes i 455 dones) i 110 estaven aturades (39 homes i 71 dones). De les 414 persones inactives 187 estaven jubilades, 107 estaven estudiant i 120 estaven classificades com a «altres inactius».

### Ingressos
El 2009 a Commequiers hi havia 1.208 unitats fiscals que integraven 2.874,5 persones, la mediana anual d'ingressos fiscals per persona era de 16.860 €.

### Activitats econòmiques
Dels 109 establiments que hi havia el 2007, 5 eren d'empreses alimentàries, 1 d'una empresa de fabricació d'elements pel transport, 6 d'empreses de fabricació d'altres productes industrials, 31 d'empreses de construcció, 15 d'empreses de comerç i reparació d'automòbils, 2 d'empreses de transport, 7 d'empreses d'hostatgeria i restauració, 6 d'empreses financeres, 2 d'empreses immobiliàries, 13 d'empreses de serveis, 14 d'entitats de l'administració pública i 7 d'empreses classificades com a «altres activitats de serveis».
Dels 39 establiments de servei als particulars que hi havia el 2009, 1 era una oficina de correu, 2 oficines bancàries, 1 funerària, 2 tallers de reparació d'automòbils i de material agrícola, 8 paletes, 7 guixaires pintors, 5 fusteries, 3 lampisteries, 3 electricistes, 3 perruqueries, 1 veterinari, 2 restaurants i 1 saló de bellesa.
Dels 7 establiments comercials que hi havia el 2009, 1 era una botiga de més de 120 m², 2 fleques, 1 una carnisseria, 1 una llibreria, 1 una botiga de mobles i 1 una floristeria.
L'any 2000 a Commequiers hi havia 66 explotacions agrícoles que ocupaven un total de 3.195 hectàrees.

## Equipaments sanitaris i escolars
El 2009 hi havia 1 farmàcia i 1 ambulància.
El 2009 hi havia 2 escoles elementals.

## Poblacions més properes
El següent diagrama mostra les poblacions més properes.